# Andy Irons
Andy Irons (Oahu, 24 de julio de 1978 - Dallas, 2 de noviembre de 2010) fue un surfista profesional, campeón del mundo de surf en tres ocasiones —2002, 2003 y 2004. Su hermano, Bruce Irons, también es surfista profesional, aunque actualmente no corre en el circuito profesional ASP World Tour, dedicándose al surf libre para sus patrocinadores.
Murió el 2 de noviembre de 2010 a consecuencia de un ataque cardíaco junto con una "elevada mezcla de drogas" en un hotel de Dallas cuando regresaba a su hogar en Hawái.

## Carrera profesional
Irons comenzó, como todo surfista profesional, en las WQS (World Qualifying Series) donde pasó 3 años (desde 1995 hasta 1997, inclusive). Ya en el ASP World Tour desde 1998, Irons ha sido campeón del mundo en 2002, 2003 y 2004, protagonizando grandes rivalidades deportivas entre él y Kelly Slater y entre los patrocinadores de ambos, los gigantes del surf Billabong y Quiksilver, respectivamente.
Precisamente Billabong produjo una película sobre surf y Andy Irons en 2004 llamada Blue Horizon. Ahí se demuestra la rivalidad existente entre los dos mejores surfistas del mundo (aunque los fanes de Kelly Slater mencionan que esa película es parcializada, no se puede pensar que una película sobre Slater fuera diferente). En esta película se presenta a Andy Irons como el mejor surfista, en las que a pesar de que muchísimas personas están de acuerdo en esta afirmación, otras tantas dicen que es a Kelly al que hay que tener en cuenta, ya que en los años noventa no tenía rival y que, en consecuencia, produjo un sinfín de fanáticos alrededor del mundo. Pero para no caer en la controversia es cierto que Andy Irons es uno de los mejores surfistas junto a Kelly Slater y otras leyendas como: Tom Carroll, Tom Curren o Rob Machado entre otros. Andy tiene un hermano, Bruce Irons, que también ha competido en el ASP World Tour. Ellos y su familia crearon el Annual Irons Brothers Pinetrees Classic, un evento de surf, no profesional, orientado a los más jóvenes. El gobernador de Hawái decretó el 13 de febrero o  "Día de Andy Irons".
Como profesional del surf llevaba acumulados 1.420.533 dólares en premios por sus victorias en los eventos.

## Muerte
Irons viajó a Puerto Rico para participar en la prueba de Rip Curl perteneciente al circuito mundial de surf. Sin embargo, aparentemente no llegó a participar debido a que estaba aún en proceso de recuperación de dengue, enfermedad que contrajo durante su estancia en el país caribeño. En ese momento, Irons decidió regresar a Hawái para ser tratado allí por su médico personal. Durante su escala en Dallas, Irons empeoró y no pudo tomar el vuelo a Honolulú. Fue encontrado muerto en el Gran Hyatt Hotel del aeropuerto de Dallas-Fort Worth el martes 2 de noviembre de 2010.
En un primer momento se informó que Irons falleció a causa del dengue. Sin embargo, medios de comunicación estadounidenses encontraron metadona oculta en un frasco de tranquilizantes que el surfista guardaba en su habitación de hotel. Por ello, su esposa, Lyndie Irons, solicitó en enero de 2011 a la justicia norteamericana el aplazamiento de los resultados de la autopsia hasta el 20 de mayo. Finalmente, el examinador médico del condado de Tarrant informó el 10 de junio de 2011 que Irons falleció debido a un ataque al corazón "asociado a una enfermedad de las arterias coronarias" y una "ingestión aguda de mezclas de drogas".
El 6 de noviembre de 2010 Kelly Slater ganó su décimo Campeonato del mundo de surf y dedicó su triunfo a Irons. El 14 de noviembre de ese mismo año, se celebró un homenaje a Irons en la bahía Hanalei, Kauai, encabezado por su esposa Lyndie y su hermano Bruce y al que asistieron familiares y amigos del surfista.

## Victorias
A continuación, el desglose, de sus victorias en los eventos de cada año:
2010
- Billabong Pro Teahupoo, Teahupo'o - Tahití

2007
- Rip Curl Search, Arica - Chile

2006
- Rip Curl Pro Pipeline Masters, Pipeline, Oahu - Hawái
- Rip Curl Search, La Jolla - México

2005
- Rip Curl Pro Banzai Pipeline, Oahu - Hawái
- Quiksilver Pro France, South West Coast - Francia
- Japan Quiksilver Pro, Chiba - Japón

2003
- X-Box Pipeline Masters, Banzai Pipeline, Oahu - Hawái
- Quiksilver Pro France, South West Coast - Francia
- Niijima Quiksilver Pro, Niijima Island - Japón
- Quiksilver Pro, Tavarua/Namotu - Fiyi
- Rip Curl Pro Bells Beach, Victoria - Australia

2002
- X-Box Pipeline Masters Banzai Pipeline, Oahu - Hawái
- Billabong Pro Mundaka, Euskadi - España
- Billabong Pro Teahupoo, Teahupoo, Taiarapu - Tahití
- Rip Curl Pro Bells Beach, Victoria - Australia

2000
- Billabong Pro Trestles, California - Estados Unidos

1998
- Op Pro, Huntington Beach, California - Estados Unidos

Victorias fuera del Foster's ASP World Tour (sólo de 2006 a 2004):
2006
- OP Pro Hawái, Haleiwa, Oahu - Hawái(ASP WQS)

2005
- Honda US of Open Surfing, Huntington Beach - Estados Unidos (ASP WQS)

2004
- The Mr Price Pro, Durban - Suráfica (ASP WQS)
- Body Glove Surfabout, Lower Trestles, California - Estados Unidos (AS WQS)
- O'Neill World Cup of Surfing, Oahu - Hawái(ASP WQS)